# F.T.W.
F.T.W. (br/pt: Cúmplices do Desejo) é um filme de 1994 sobre um ex-presidiário e uma mulher com passado criminoso que lutam juntos para enfrentar o preconceito. O título do filme alude tanto às iniciais do personagem principal, e uma tatuagem na mão de Clem, que significa "Fuck The World".

## Elenco
- Mickey Rourke .... Frank T. Wells
- Lori Singer .... Scarlett Stuart
- Aaron Neville .... Snake
- Peter Berg .... Clem Stuart
- John Enos III .... Joe Palmieri